# アニエス・ド・ランジャック
アニエス・ド・ランジャック（フランス語: Agnès de Langeac/Agnès de Jésus 本名：アニエス・ガラン Agnès Galand 1602年11月17日 - 1634年10月19日）は17世紀フランスのカトリック教会・ドミニコ会の修道女、福者。

## 生涯
アニエスは南フランスのル・ピュイ・ド・ノートルダムでナイフ職人の3女として生まれた。ル・ピュイは「黒い聖母」で知られるキリスト教巡礼地である。巡礼地で生まれ育ったアニエスは敬虔なカトリック信者として育ち、中世イタリアの聖女・シエナのカタリナに憧れるようになる。8歳で純潔を誓い、裕福でないにも係わらず家にある衣服から食料品に至るまで貧しい人々に施したり、苦行を課したり家族を困惑させた。
アニエスは修道院に入る決心をするが持参金がなく両親は彼女を結婚させようとした。しかしアニエスは結婚するつもりはなく貫き通し、地元の修道院に頼み込み平修道女として入る。その修道院にはある裕福な未亡人が修道院を開設しようと修道女を派遣して欲しいという要望があった。アニエスは期待したが未亡人の意向が変わり計画は白紙になった。アニエスは実家に戻り近所からの嘲笑を受け、祈りを通して屈辱を耐え続けた。
1623年のある日、彼女の希望が叶うときが来る。オーヴェルニュにあるランジャックから4人の女性が修道院開設の為ピュイを訪れ、アニエスの聖性の噂を聞いた女性は彼女をその一員に加わるよう教会に要望し合議の末、アニエスはランジャックの修道院の一員のなる。その頃、ル・ピュイでの彼女の批評は影を潜め、代わりにアニエスの聖性の評価は一気に高まった。
1623年、アニエスは着衣し「イエスのアニエス Agnès de Jésus」として晴れて修道女となる。最初の職務は台所であったが過酷な労働で体調を悪化し臨死体験をする。それをきっかけに超能力に目覚め、後に大きな役割を与えることになる。
聖歌修道女、門番を経て、1626年、修道院長代理に就任し、1627年、修道院長に選ばれる。アニエスは院長として職務をこなし修練女の育成にも務めた。
ある日、アニエスが祈っている最中、聖母マリアが現れ、「私の息子（イエス）」に祈るよう告げた。
1634年の春、アニエスはパリにいた司祭ジャン=ジャック・オリエの前に現れた。オリエは驚き、実際何が起きているかわからなかった。
その後、宣教でオーヴェルニュに来てランジャックの修道院の噂を聞く。彼はランジャックに赴き修道院長の面会を願った。するとアニエスが登場しパリで出会った修道女と同一人物であるとオリエは知った。アニエスはオリエのために祈り、修道院の改革を訴えた。オリエはアニエスの指示に従い改革に乗りだし、二人の間に友情が芽生え、オリエは信仰の深い聖職者として成長した。
二人の交流は短かったが後に大きな影響を与え、オリエは1645年、「聖スルピス会」を創設した。
1634年10月19日、アニエスは死去。自分の死後の遺体が崇敬のため損傷させないよう早く埋葬するよう遺言し修道院一同はそれにしたがった。
アニエスの死後、奇跡が起こり難産や難病に効き、カトリック教会は1808年、アニエスの聖性を認め、1994年11月、教皇ヨハネ・パウロ2世により列福された。